# Volontari internazionali
I volontari internazionali quelle unità militari, costituite da gruppi di volontari stranieri, che combatterono con le forze nazionaliste comandate dal generale Francisco Franco, contro l'esercito repubblicano nella guerra civile spagnola.

Emblema dei Viriatos portoghesi

## Storia

La bandiera della Brigata irlandese

Scudetto dei volontari francesi

Mentre l'Italia fascista e la Germania nazista, dopo l'alzamiento del luglio 1936 inviarono nei mesi successivi proprie formazioni militari a sostegno dei franchisti, il regime parafascista portoghese di Salazar, dopo aver inviato una missione militare, si limitò ad aprire le frontiere ai volontari.
Altri paesi invece ostacolarono l'afflusso di miliziani, soprattutto la Francia che era quella dalle cui frontiere i volontari di opposte fazioni intendevano raggiungere la Spagna.
I partiti fascisti europei favorirono l'arruolamento di propri militanti, per combattere nella cosiddetta "Cruzada" contro il comunismo. Anche rifugiati antibolscevichi russi dal 1937 combatterono in Spagna.
Molti di questi volontari furono inquadrati per nazionalità come battaglioni o compagnie nella Legión Extranjera.

## Composizione
Complessivamente furono circa 20.000 i volontari accorsi a combattere nelle file nazionaliste nel corso dei tre anni di guerra, con 8.000 morti.
- Portogallo: i Viriatos. Complessivamente furono tra 8.000 e 12.000 i portoghesi che vi combatterono.[2]
- Romania: una legione di circa 2.000 volontari della Guardia di Ferro, al comando del leader Ion Moța, che cadde nei combattimenti di Madrid nel gennaio 1937.
- Irlanda: la Brigata Irlandese, circa 700 volontari fascisti provenienti dalle file delle Blueshirts.[3]
- Francia: 500 volontari del Battaglione Giovanna d'Arco, comprendente anche belgi francofoni.
- Russia: 500 in una legione di russi "bianchi", che combatté a fianco dei requeté[4].
- Infine circa 1.000 provenienti da Guinea spagnola, Norvegia, Brasile, Regno Unito, Turchia, Grecia e altri paesi.